# Guillaume de Rancé
Guillaume ou Jean de Rancé, né à  Rances et  mort  en 1378  , est un évêque de Séez du XIVe siècle.

## Biographie
Guillaume est entré dans l'ordre des dominicains. Devenu confesseur du roi Jean, il accompagne ce prince en Angleterre après qu'il a été fait prisonnier à la bataille de Poitiers (1356) et n'est de retour en France avec lui qu'au mois d'octobre 1360. Le roi Jean le nomme en 1364, l'un de ses exécuteurs testamentaires conjointement avec l'évêque de Beauvais, et le comte de Tancarville. Guillaume tient  en 1369 un synode diocésain, où il fait plusieurs statuts pour la réformation de la discipline ecclésiastique dans son diocèse. 
Il unit à l'abbaye  de Saint-Martin en 1372  les prieurés de   Coulonges du Gast près Tanville et de l'hermitage de Chaumont dans la forêt d'Écouves.  Guillaume de Rancé serait aussi  l'auteur de quelques ouvrages de piété savoir: Repertoriurn Scripturse sacrze, Soliloquum et  Homiliae, tous restés manuscrits. 